# لالایی تورا-سان
لالایی تورا-سان (انگلیسی: Tora-san's Lullaby) یک فیلم کمدی ژاپنی محصول ۱۹۷۴ به کارگردانی یوجی یامادا است. این فیلم چهاردهمین فیلم از مجموعه محبوب و طولانی‌مدت اوتوکو وا تسورای یو است.

## خلاصه
تورا سان در طول سفر خود با یک پدر مشکل دار با یک نوزاد آشنا می‌شود. مرد پس از نوشیدن مشروب با تورا سان نوزاد را پیش تورا سان گذاشته و خودش ناپدید می‌شود. در زادگاهش در شیباماتا، توکیو، خانواده نگران این هستند که پس از مرگ عمو و زن عموی تورا سان، چه کسی از مغازه خانوادگی مراقبت خواهد کرد. تورا سان با نوزاد می‌آید و خانواده و همسایه‌ها در ابتدا گمان می‌کنند که خود او پدر نوزاد است. خانواده نوزاد بیمار را به بیمارستان می‌برند که تورا سان عاشق پرستار می‌شود و باعث ایجاد مشکل می‌شود. زن عموی تورا سان از کودک به مانند جانشین کودکی که هرگز نداشته نگهداری و مواظب می‌کند اما پدر بچه بعد از مدتی بازمی‌گردد و بچه اش را بازپس می‌گیرد.

## ارزیابی انتقادی
استوارت گالبریث چهارم می‌نویسد که «لالایی تورا سان» معمولاً یک مدخل یا آغازگر فیلم خوب در مجموعه «اوتوکو و تسورای یو» است که نمی‌توان آن را از فیلم جدا کرد. او می‌نویسد که در این مرحله از سریال، بخشی از لذت فیلم‌ها در ارجاع به فیلم‌های گذشته بود. او مدخل رابطه بین بچگی تورا سان و زن عموی تورا سان را یکی از بهترین جنبه‌های فیلم می‌داند. این مدخل رجعت به گذشته نشان می‌دهد که تسونه (زن عموی تورا سان) فرزندی ندارد و تورا سان و خواهرش توسط عمو و زن عموشان تسونه به فرزندی پذیرفته شدند. سایت آلمانی زبان molodezhnaja به «لالایی تورا سان» سه ستاره از پنج ستاره می‌دهد.